# Nhàn đen

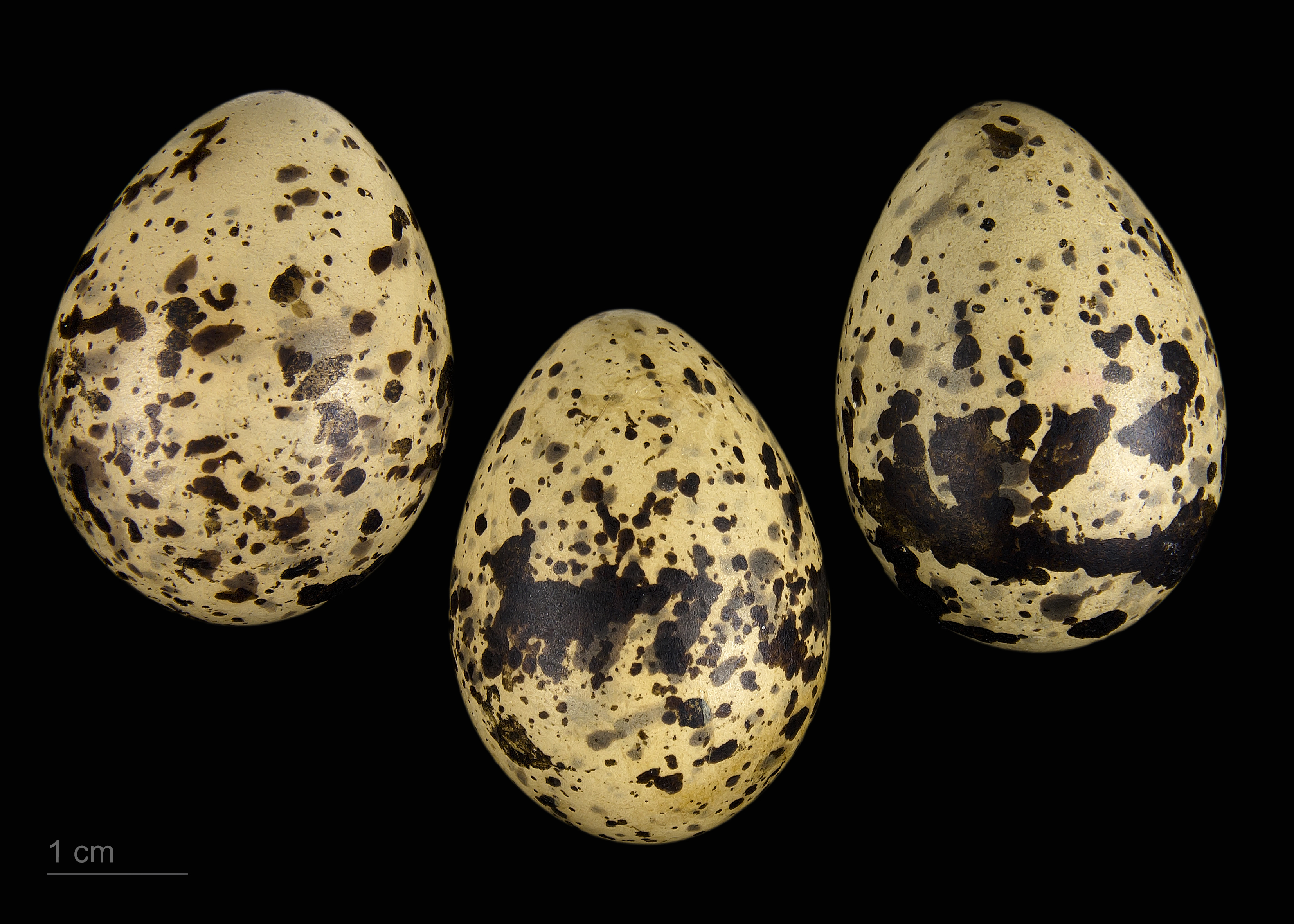
Chlidonias leucopterus

Nhàn đen (tên khoa học: Chlidonias leucopterus) là một loài chim trong họ Laridae.